# Mercenasco
Mercenasco – miejscowość i gmina we Włoszech, w regionie Piemont, w prowincji Turyn.
Według danych na rok 2004 gminę zamieszkiwało 1186 osób, 98,8 os./km².